# Ервін Ангермаєр
Ервін Ангермаєр Едлер фон Ребенберг (нім. Erwin Angermayer Edler von Rebenberg; 9 червня 1888, Зальцбург — 20 березня 1963, Зальцбург) — австро-угорський, австрійський і німецький військовий медик і спелеолог, генерал-майор медичної служби вермахту (1 червня 1942).

## Біографія
Представник знатного роду, молодший син фармацевта і судового хіміка Йозефа Ангермаєра і його дружини Амалії, уродженої Гільцінгер.

### Військова кар'єра[1]
1 квітня 1910 року вступив однорічним добровольцем в австро-угорську армію. 30 вересня 1910 року розпочав вивчення медицини у Віденському університеті, паралельно перебував на дійсній службі в 7-му гарнізонному шпиталі. 31 березня 1914 року переведений в резерв. 1 червня 1914 року призначений асистентом резерву в 57-й піхотний полк. Учасник Першої світової війни. 1 січня 1917 року відновлений на дійсній службі. Після війни продовжив службу в австрійській армії. З 1 жовтня 1937 року — начальник медичної служби 8-ї бригади.
Після аншлюсу 15 березня 1938 року автоматично перейшов у вермахт. З 1 квітня 1938 року — начальник медичної служби 18-го військового округу, з 26 серпня 1939 року — 18-го армійського корпусу, з 16 жовтня 1939 року — 56-ї піхотної дивізії, з 25 жовтня 1940 року — 60-го командування особливого призначення, з 27 грудня 1941 року — 38-го армійського корпусу. 22 травня 1943 року відправлений в резерв ОКГ. 30 квітня 1945 року звільнений у відставку.

### Спелеологія[2]
Під час навчання в Зальцбурзькій гімназії подружився з майбутнім спелеологом Александером Мерком. Починаючи з 1910 року вони разом почали досліджувати печери. 2 серпня 1913 року разом з Германом Рілем вони першими підкорили крижану стіну в печері Айсрізенвельт. В 1920-х роках Ангермаєр продовжив дослідження Айсрізенвельт.
10 серпня 1911 року Ангермаєр та 15 інших спелеологів заснували зальцбурзький земельний відділ Австрійської асоціації спелеології. В 1921-29 роках очолював відділ. В 1928 році став виконавчим директором щойно заснованого ТОВ «Айсрізенвельт», в 1954 році — щойно заснованого підприємства, яке за допомогою канатної дороги зробили Айсрізенвельт доступною для туристів.

## Сім'я
27 листопада 1917 року одружився з Гільдегард Меллер. В пари народились 2 дочки.

## Нагороди[4]
- Медаль «За військові заслуги» (Австро-Угорщина)
  - бронзова з мечами
  - 2 срібні з мечами
- Військовий Хрест Карла
- Пам'ятна військова медаль (Австрія) з мечами
- Пам'ятна військова медаль (Угорщина) з мечами
- Почесний член зальцбурзького земельного відділу Австрійської асоціації спелеології (1932)
- Срібний почесний знак «За заслуги перед Австрійською Республікою»
- Хрест «За вислугу років» (Австрія) 2-го класу для офіцерів (25 років)
- Почесний хрест ветерана війни з мечами
- Медаль «За вислугу років у Вермахті» 4-го, 3-го, 2-го і 1-го класу (25 років)
- Почесний президент зальцбурзького земельного відділу Австрійської асоціації спелеології (1952) — обраний одноголосно.